# Alexander Kolde
Alexander Kolde (* 2. März 1886 in Neuhaldensleben; † 2. März 1963 in Flensburg) war ein ostpreußischer Maler.

## Leben
Alexander Kolde wurde am 2. März 1886 in Haldensleben als erstes Kind des Seifensieders Georg Kolde und seiner Ehefrau Bertha Lesser geboren und wuchs in Rastenburg auf. Er gehört zu den eigenwilligsten Vertretern der Stilrichtung der deutschen Secession in Königsberg und galt als einer der progressivsten Künstler Ostpreußens in der Zwischenkriegszeit. Seine Ausbildung absolvierte er ab 1906 an der Akademie der Künste (Berlin) und der Kunstakademie Königsberg, bei Angelo Jank in München und schließlich noch 1913 bei Lovis Corinth in Berlin, wo er sich dann auch niedergelassen hat. Nur eine sehr kurze Zeit Schaffenszeit blieb ihm dort. Er wurde im August 1914 in den Ersten Weltkrieg eingezogen, den er mit einer schweren Verwundung überstand.
Ab 1918 ließ er sich als freischaffende Maler in Königsberg nieder. Hier gehört er zu den führenden und integrierenden Kräften der dortigen Künstlerschaft. Er gründete die Künstlervereinigung „Der Ring“ und leitete einen Interessenverband für seine Berufskollegen, der unter anderem gemeinsame Ausstellungen realisierte. Als Maler stand er auf der Schwelle zum Expressionismus und nahm mit seinen farbkräftigen Gemälden in Königsberg eine besondere Position ein. Ab 1926 konnte er seine Position in Königsberg festigen und gehörte fortan zu den bekannten Größen der Künstler in Ostpreußen. 
Nach 1933 geriet er wegen seines eigenständigen Malstils allmählich ins Abseits. 1936 wurde eine Ausstellung seiner Arbeiten kurz vor der Eröffnung verboten. Kolde erhielt zwar kein offizielles Malverbot, wurde jedoch kaltgestellt. 1940 ging er nach Graudenz. 1945 floh er nach Flensburg, wo er sich niederließ. Er knüpfte, wie die meisten seiner Schicksalsgenossen, an sein nun verlorenes Schaffen vor 1945 wieder an, hatte es aber sehr schwer, erneut Fuß zu fassen. 
Aus seiner Ehe mit Helene Weber gingen die drei Kinder Berta, Katharina und Dorothea hervor.
Alexander Kolde starb 1963 mit 77 Jahren in Flensburg.

## Ausstellungen (Auswahl)
- 1933: Königsberg, Kunsthalle am Wrangelturm („Romantik und Gegenwart in Ostpreußen“)
- 1935 und 1937: Königsberg, Kunsthalle am Wrangelturm („Ostpreußenkunst. Kunstausstellung des Königsberger Kunstvereins“)

- 2021: Ostpreußisches Landesmuseum, Lüneburg, Expressionistische Maler aus Ostpreußen, 20.11.2021 – 27.2.2022
- 2011: Museum Haldensleben, Haldensleben, zum 125. Geburtstag des Künstlers
- 2010: Ostpreußisches Landesmuseum, Lüneburg
- 1961: Museumsberg Flensburg

## Publikationen
- Wandernder Christus. Und der Cherub steht vor Gott. Lithographische Zyklen von 1920. Husum Verlag, Husum 1993, ISBN 3-88042-642-2.
- mit Berta Alexandrowna Kolde und Katharina Kolde: Meister der Farben. Husum Verlag, Husum 2010, ISBN 978-3-89876-511-4.